# 金沢職人大学校
金沢職人大学校（かなざわしょくにんだいがっこう）は、石川県金沢市が設置し、指定管理者として公益社団法人金沢職人大学校（法人番号：4220005007353）が運営する教育施設。金沢職人大学校設置条例に基づいており、他の法令に基づく施設（例えば、学校教育法に基づく学校（大学や専門学校、専修学校、各種学校など）、職業能力開発促進法に基づく職業訓練施設）ではない。

## 概要
新しい創造を育む5つの工房をもつ金沢市民芸術村に、伝統技術を守り伝えていくため併設された施設。職人技の伝承と、人材の育成に取り組む。
運営する公益社団法人金沢職人大学校は、金沢市と9団体が出資する。

## 沿革
- 1996年（平成8年）- 社団法人金沢職人大学校が設立、金沢職人大学校開校
- 1998年（平成10年）- 教材倉庫土蔵完成
- 1999年（平成11年）- 長町研修塾、茶室「匠心庵」開設
- 2000年（平成12年）- 「職人さんの道具収集事業」と「職人さんの謡曲教室」発足
- 2002年（平成14年）- 「子どもマイスタースクール」開講。「歴史的建造物修復研究会」発足
- 2006年（平成18年）- 「職人さんのお茶教室」発足
- 2009年（平成21年）1月 - 金沢市が「歴史都市」（金沢市歴史的風致維持向上計画）の国認定第1号となる
- 2012年（平成24年）4月 - 公益社団法人 登記

## 設置学科
本科と、3年制の修復専攻科がある。その他に、市民公開講座（平成9年から開始）、「子どもマイスタースクール」、「職人さんの謡曲教室」、「歴史的建造物修復研究会」、「手縫い畳床研究会」などが開催されている。

### 本科
以下の科目がある。本科修了者は、金沢市認定の「金沢匠の技能士」の認定授与される。
- 石工
- 瓦
- 左官
- 造園
- 大工
- 畳
- 建具
- 板金
- 表具

### 修復専攻科
歴史的建造物を教材に修復の実務を学ぶ。入学資格は、本科修了生及び本科講師で継続して自主的に研修する意欲のある者、設計士・金沢市職員・教員で継続的に研修を希望する者、各業種団体の推薦を受けた者、とされ、学費は無料。
講師と専属の実習スタッフが実習課題への取り組み方、具体的な調査方法などを指導し、大工、左官、畳などの専門的な調査では修復専攻科修了生で各専門職の歴史的建造物修復士を講師に招聘、細かい指導体制で望む。実習スタッフは修復専攻科修了者から選考することで将来の指導者の育成にも力を入れる。
修復専攻科では、現役職人の他に設計士や市の技師、大学の若手教員等も在籍し研磨する。
修復専攻科修了者には、金沢市長から「歴史的建造物修復士」の認定授与される。